# Folwark Janowski
Folwark Janowski – część wsi Janów w Polsce, położona w województwie świętokrzyskim, w powiecie pińczowskim, w gminie Kije.
W latach 1975–1998 Folwark Janowski administracyjnie należał do województwa kieleckiego.